# Przekładnia cykloidalna

Przekładnia cykloidalna – przekładnia mechaniczna zmniejszająca obroty (reduktor obrotów) poprzez wprawianie w ruch mimośrodowy koła cykloidalnego napędzającego wał wyjściowy.

## Budowa i zasada działania

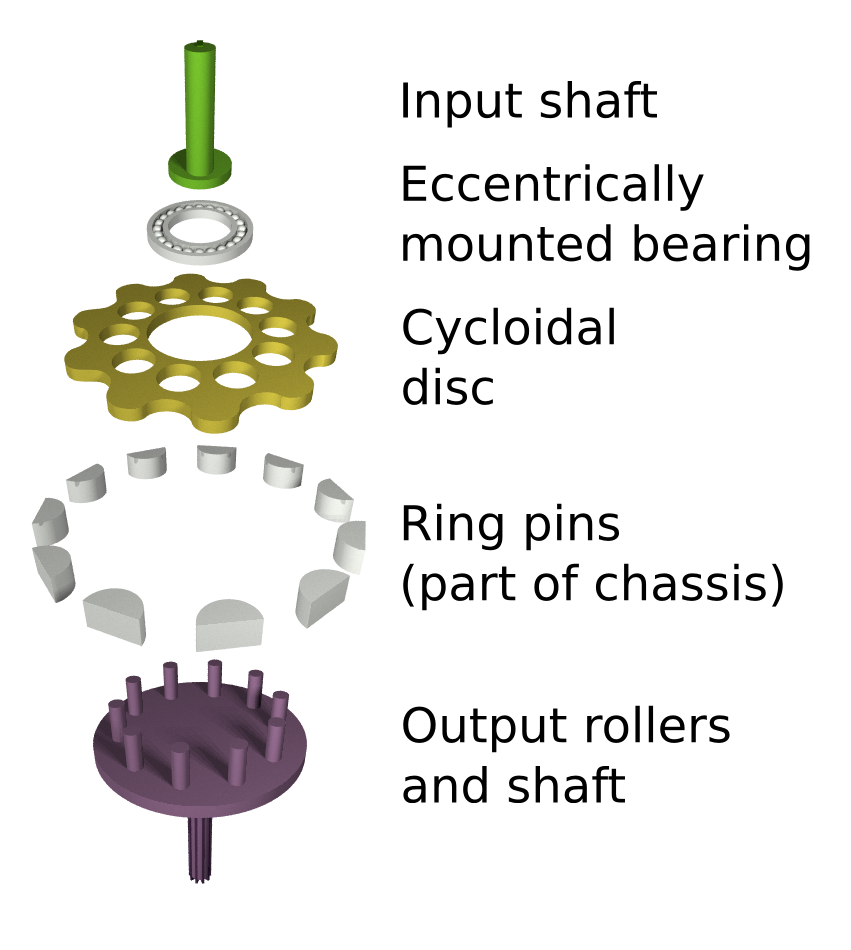
Części przekładni cykloidalnej o redukcji obrotów 10:1.

Na wale wejściowym osadzony jest mimośród, który przez łożysko wprawia w ruch mimośrodowy koło cykloidalne. Koło cykloidalne zazębione jest z nieruchomym kołem zewnętrznym (rolkowym), stanowiącym zazwyczaj element obudowy. Liczba zębów koła rolkowego jest różna od liczby zębów koła cykloidalnego, zazwyczaj różnica ta wynosi 1. Ruch mimośrodowy koła cykloidalnego powoduje przesuwanie się zazębienia na kolejne zęby. Różnica liczby zębów koła cykloidalnego i rolkowego wywołuje ruch obrotowy koła cykloidalnego. Ruch obrotowy odbierany koła cykloidalnego jest przekazywany przez sworznie tarczy wału odbiorczego, zazębione z kołem cykloidalnym przez otwory w niej. Otwory umożliwiają przekazywanie jedynie ruchu obrotowego bez ruchu mimośrodowego na wał odbiorczy. W realizacjach praktycznych stosuje się przekładnie o dwóch tarczach cykloidalnych. 
Zęby tarczy cykloidalnej mają kształt epicykloidy, dzięki czemu jednocześnie przenosi napęd wiele zębów (10 – 50%), a przy obciążeniu liczba stykających się zębów zwiększa się. Rozłożenie obciążenia na większą liczbę zębów skutkuje równomierną pracą, odpornością na przeciążenia.
Przekładnia umożliwia przenoszenie ruchu jedynie od wału o dużych obrotach do wału o małych obrotach.
Przełożenie przekładni cykloidalnej jest równe:
{\displaystyle n={L}:(P-L)}
Dla przekładni o liczbie zębów tarczy nieruchomej o 1 większej od liczby zębów tarczy cykloidalnej:
{\displaystyle n={L}:1}
gdzie:
- P – liczba zębów koła nieruchomego,
- L – liczba zębów koła cykloidalnego,

## Właściwości
Właściwości przekładni i porównanie do tradycyjnych wielostopniowych przekładni zębatych o podobnym przełożeniu:
- duże przełożenie - praktycznie do 171:1 w przekładni jednostopniowej[1], a nawet ponad 7500:1 z przekładni dwustopniowej[3],
- duża sprawność mechaniczna – 86 – 93%[4],
- kompaktowa budowa,
- mały moment bezwładności – jedynym szybkoobrotowym elementem jest wał napędzający z mimośrodem,
- cicha praca bez drgań,
- odporność na przeciążenia,
- bardzo mały luz kątowy[5],
- jednotarczowa przekładnia nie jest zrównoważona dynamicznie, bezwładność wirujących mimośrodu i tarczy cykloidalnej wywołuje drgania, wady tej pozbawione są przekładnie z dwiema tarczami.

## Zastosowania
Typowe zastosowania przekładni cykloidalnej to: roboty manipulacyjne, pozycjonery współpracujące z robotami, centra obróbcze CNC, rewolwerowe podajniki narzędzi oraz stoły obrotowe.